# Gmina Bolesławiec (Powiat Wieruszowski)
Die Gmina Bolesławiec ist eine Stadt-und-Land-Gemeinde (gmina miejsko-wiejska) im Powiat Wieruszowski der Woiwodschaft Łódź in Polen. Ihr Sitz ist die gleichnamige Stadt (deutsch Boleslawiec, älter Klein Buntzlau), die zum 1. Januar 2024 ihr Stadtrecht zurückerhielt, wodurch die bisherige gmina wiejska (Landgemeinde) zur gmina miejsko-wiejska wurde.

## Gliederung
Zur Stadt-und-Land-Gemeinde (gmina miejsko-wiejska) Bolesławiec gehören zehn Ortschaften mit einem Schulzenamt:
Bolesławiec
Chotynin
Chróścin
Gola (deutsch älter Goble)
Kamionka
Kolonia Bolesławiec-Chróścin
Mieleszyn
Piaski
Wiewiórka
Żdżary
Weitere Ortschaften der Gemeinde sind:
Chobot
Chróścin-Młyn
Chróścin-Zamek
Koziołek
Krupka
Podbolesławiec
Podjaworek
Stanisławówka